# Benjamin Doy

a Compétitions nationales et continentales officielles uniquement.

b Matchs officiels uniquement.
Dernière mise à jour le 27 décembre 2021.
Benjamin Doy, né le 13 septembre 1993, est un joueur français, international suisse, de rugby à XV qui évolue au poste de centre.

## Biographie
Benjamin Doy débute le rugby à l'âge de 4 ans, au sein de l'US Nantua, club présidé par son père. À l'âge de 15 ans, il bénéficie d'une passerelle instaurée entre les clubs de Nantua et d'Oyonnax, et intègre sous statut de tutorat ce dernier. Il y restera jusqu'en 2015, où, alors qu'il est étudiant à l'Institut national des sciences appliquées de Lyon, il choisit d'intégrer les rangs espoirs de l'US bressane. Il va petit à petit s'installer dans l'effectif de l'US bressane à Bourg-en-Bresse, et deviendra même international suisse, grâce à un grand-père helvète. Ses études terminées, il intègre l'entreprise familiale, et mène en parallèle ses carrières dans le civil et dans le rugby. 

## Statistiques

### En club
| 2015-2016 | US bressane | 1   | 0   |
| 2016-2017 | US bressane | 5   | 5   |
| 2017-2018 | US bressane | 20  | 13  |
| 2018-2019 | US bressane | 18  | 5   |
| 2019-2020 | US bressane | 11  | 40  |
| 2020-2021 | US bressane | ... | ... |

### En sélection
| Année | Compétition   | Matchs | Points | Essais | Transf. | Drops | Pénal. |
| ----- | ------------- | ------ | ------ | ------ | ------- | ----- | ------ |
| 2016  | RET 2016-2017 | 2      | -      | -      | -       | -     | -      |
| 2017  | RET 2016-2017 | 1      | 10     | -      | 2       | -     | 2      |
| 2017  | RET 2017-2018 | 1      | -      | -      | -       | -     | -      |
| 2018  | RET 2018-2019 | 1      | -      | -      | -       | -     | -      |
| 2019  | RET 2019-2020 | 1      | -      | -      | -       | -     | -      |
| Total | Total         | 6      | 10     | -      | 2       | -     | 2      |